# Victor Amaro
Victor Gonçalves Amaro, auch einfach nur Victor Amaro (* 31. Januar 1987 in Rio de Janeiro), ist ein brasilianischer Fußballspieler.

## Karriere
Seinen ersten Vertrag unterschrieb Victor Amaro 2009 in Rio de Janeiro bei Madureira EC. Nach einem Jahr wechselte er nach Thailand. Hier spielte er von 2010 bis 2011 in Sisaket beim Erstligisten Sisaket FC. 2012 wechselte er zum Ligakonkurrenten Samut Songkhram FC nach Samut Songkhram. Nach 2 Jahren kehrte er zum Sisaket FC zurück. Nach 79 Spielen für Sisaket wechselte er 2017 in die Zweite Liga, wo er einen Vertrag bei Nongbua Pitchaya FC unterschrieb. Hier spielte er ein Jahr. 2018 ging er zum ebenfalls in der Zweiten Liga spielenden Krabi FC nach Krabi. Nachdem Krabi in die Dritte Liga abgestiegen war, verließ er Thailand und wechselte nach Laos. Hier nahm ihn Lao Toyota FC aus Vientiane unter Vertrag. Ende der Saison feierte er mit Lao Toyota die laotische Meisterschaft. Nach einem Jahr verließ er den Verein und kehrte nach Thailand zurück. Hier unterschrieb er einen Vertrag bei dem in der dritten Liga, der Thai League 3, spielenden Drittligisten Trang FC. Mit dem Verein aus Trang spielte er in der Southern Region. Für Trang bestritt er zwölf Drittligaspiele. Im Juli 2021 wechselte er nach Loei zum Ligakonkurrenten Muang Loei United FC. Mit Loei wurde er Vizemeister der North/Eastern Region und qualifizierte sich damit für die Aufstiegsspiele zur Zweiten Liga. Hier schied man in der Gruppenphase als Tabellenletzter aus. Im August 2021 wechselte er zum Drittligisten Bankhai United FC. Der Verein aus Ban Khai spielte in der Eastern Region der Dritten Liga. Hier stand er bis Saisonende unter Vertrag.

## Erfolge
Lao Toyota FC
- Lao Premier League: 2019